# Vojničev rokopis
Vojničev rokopis je ilustrirana knjiga, ročno popisana z neznanim jezikom v neznani pisavi. Pergament, na katerem je napisana, je bil z ogljično analizo umeščen v začetek 15. stoletja (1404–1438). Stilistična analiza kaže, da je morda nastal v Italiji v času italijanske renesanse. O izvoru, avtorstvu in namenu rokopisa se še vedno razpravlja. Domneva se, da gre za pisavo naravnega ali umetnega jezika, za šifro ali pa za potegavščino.
Rokopis obsega približno 240 strani, vendar obstajajo dokazi, da nekaj listov manjka. Nekateri listi so zložljivi, različne velikosti. Na večini strani so ilustracije ali diagrami, nekateri grobo obarvani, deli rokopisa pa prikazujejo tudi ljudi, izmišljene rastline, astrološke simbole itd. Besedilo je pisano od leve proti desni. Rokopis se imenuje po Wilfridu Voynichu, poljsko-litvanskem trgovcu s knjigami, ki ga je kupil leta 1912. Od leta 1969 ga hranijo v Knjižnici redkih knjig in rokopisov Beinecke, univerze Yale (Yale University's Beinecke Rare Book and Manuscript Library).
Vojničev rokopis je bil predmet številnih študij in poskusov profesionalnih in amaterskih kriptografov, dešifrirati so ga poskušali tudi najboljši ameriški in britanski »lomilci kod«, ki so zasloveli v času 1. in 2. svetovne vojne (med njimi Prescott Currier, William Friedman, Elizabeth Friedman in John Tiltman) – nihče ni dešifriral niti ene same besede. Ta vrsta neuspehov je Vojničevemu rokopisu prinesla svetovno slavo v zgodovini kriptografije, vendar pa je tudi vzbudila pomisleke, da je knjiga domiselna potegavščina, sestavljena iz nesmiselne vrste naključnih simbolov.
Nikoli ni bilo dokazano, da bi bil rokopis razvozlan in nobena od predlaganih domnev ni bila neodvisno preverjena. Skrivnost njegovega pomena in izvora je razburkala ljudsko domišljijo ter sprožila razprave in ugibanja.
Leta 2020 je univerza Yale v svoji digitalni knjižnici na spletu objavila rokopis v celoti – na 225 straneh.

## Opis

### Kodeksologija
Raziskovalci so preučevali fizične značilnosti rokopisa (kodeksologija). Rokopis meri 23,5 × 16,2 × 5 cm, z na stotine pergamentnih strani zbranih v 18 zvezanih svežnjih. Skupno število strani je približno 240 – točno število je odvisno od načina štetja posebnih zgibov rokopisa. Na različnih mestih so bili ti svežnji oštevilčeni od 1 do 20, pri čemer je bil uporabljen način številčenja, ki se je uporabljal v 15. stoletju, v zgornjem desnem kotu vsake desne strani pa so bile številke od 1 do 116, pri čemer je bil uporabljen kasnejši način številčenja. Glede na različne vrzeli v oštevilčenju v svežnjih in straneh se zdi verjetno, da je imel rokopis v preteklosti vsaj 272 strani v 20 svežnjih, od katerih jih je nekaj manjkalo že, ko je rokopis leta 1912 prevzel Wilfrid Voynich. Obstajajo trdni dokazi, da so bili številni listi knjige (4 stranski) v različnih obdobjih njene zgodovine preurejeni in da so bili prvotno v drugačnem vrstnem redu, kot so danes.

### Pergament, platnice in vezava
Vzorci različnih delov rokopisa so bili leta 2009 radiokarbonsko datirani na Univerzi v Arizoni. Rezultati so bili za vse testirane vzorce skladni in so pergament umestili med leti 1404 in 1438. Analiza beljakovin leta 2014 je pokazala, da je bil pergament izdelan iz telečje kože; multispektralna analiza pa je pokazala, da pred nastankom rokopisa na njem ni bilo nič napisanega (tj. ni palimpsest). Kakovost pergamenta je povprečna in ima pomanjkljivosti, kot so luknje in raztrganine, ki so običajne za pergamentne rokopise, vendar je bil pripravljen tako skrbno, da se kožna stran večinoma ne razlikuje od mesne. Pergament je pripravljen iz "vsaj štirinajstih ali petnajstih celih telečjih kož".
Nekateri listi (npr. 42. in 47.) so debelejši od običajnega pergamenta.
Vezava in platnice iz kozje kože niso izvirne, ampak so iz obdobja, ko je knjigo posedoval Collegio Romano (Rimski kolegij). Na prvem in zadnjem foliju rokopisa (v sedanjem vrstnem redu) so prisotne luknje žuželk, kar kaže na to, da je bil pred poznejšimi platnicami ovitek lesen. Razbarvanje na robovih kaže na to, da je bila notranjost ovitka iz strojenega usnja.

### Črnilo
Veliko strani vsebuje velike risbe ali diagrame, ki so pobarvan. Na podlagi sodobne analize s polarizacijsko svetlobno mikroskopijo (PLM) je bilo ugotovljeno, da sta bili za besedilo in obrise slik uporabljeni ptičje pero in črnilo iz železovega žolča. Črnilo na risbah, besedilu ter številkah strani in vrstic ima podobne mikroskopske značilnosti. Leta 2009 je bilo z energijsko disperzno rentgensko spektroskopijo (EDS) ugotovljeno, da črnila vsebujejo večje količine ogljika, železa, žvepla, kalija in kalcija ter sledove bakra in občasno cinka. EDS ni pokazala prisotnosti svinca, z rentgenskim uklonom/difrakcijo (XRD) pa so bili v enem od testiranih vzorcev ugotovljeni kalijev svinčev oksid, kalijev hidrogen sulfat in sintgenit. Podobnost med črnili za risbe in za besedila nakazuje sočasen izvor.

### Barva
Barva je bila nanesena (nekoliko grobo) na podobe, narisane s tušem, verjetno pozneje. Modre, bele, rdeče-rjave in zelene barve rokopisa so bile analizirane z uporabo PLM, XRD, EDS in vrstičnega elektronskega mikroskopa (SEM).
- Izkazalo se je, da je modra barva mleti azurit z manjšimi sledovi bakrovega oksida kuprita.[12]
- Bela barva je verjetno mešanica jajčnega beljaka in kalcijevega karbonata.[12]
- Za zeleno barvo sta okvirno značilna baker in bakro-klorova smola; kristalni material bi bil lahko atakamit ali kakšna druga bakro-klorova spojina.[12]
- Analiza rdeče-rjave barve je pokazala rdečo okro s kristalnimi fazami hematita in železovega sulfida. V rdeče rjavi barvi so morda prisotne manjše količine svinčevega sulfida in palmierita.[12]

Uporabljeni pigmenti niso bili dragi.

### Spremembe
Računalničar Jorge Stolfi z univerze v Campinasu je poudaril, da so bili deli besedila in risbe spremenjeni, pri čemer je bilo uporabljeno temnejše črnilo na šibkejši, zgodnejši pisavi. Dokazi za to so vidni na različnih listih, med drugim na f1r, f3v, f26v, f57v, f67r2, f71r, f72v1, f72v3 in f73r.

### Besedilo
Na vsaki strani rokopisa je besedilo, večinoma v neznanem jeziku, na nekaterih pa je tudi tuje besedilo v latinici. Večina besedila na 240 straneh rokopisa je napisana v neznani pisavi, ki teče od leve proti desni. Večina znakov je sestavljena iz ene ali dveh preprostih potez peresa. Obstajajo razhajanja o tem, ali gre ponekod za različne znake, vendar bi pisava z 20–25 znaki predstavljala skoraj celotno besedilo; izjema je nekaj deset redkejših znakov, ki se pojavijo le enkrat ali dvakrat. Očitnih ločil ni.
Velik del besedila je napisan v enem stolpcu v jedru strani, z rahlo razdrobljenim desnim robom in odstavki, včasih pa z zvezdicami na levem robu. Druga besedila se pojavljajo v razpredelnicah ali kot oznake, povezane z ilustracijami. Na nobenem mestu v dokumentu ni znakov o kakršnih koli napakah ali popravkih. Pisanje teče gladko, kar daje vtis, da simboli niso bili šifrirani; med znaki ni zamikov, kot bi jih običajno pričakovali pri pisnem kodiranem besedilu.

#### Tuje pisanje
Le nekaj besed v rokopisu naj ne bi bilo napisanih v neznani (vojničevi) pisavi:
- f1r: zaporedje latiničnih črk na desnem robu je vzporedno z znaki iz neznane pisave, prav tako je na spodnjem robu zdaj nečitljiv podpis "Jacobj à Tepenece".
- f17r: Na zgornjem robu je vrstica pisave v latinici.
- f66r: Nekaj besed v levem spodnjem kotu ob risbi golega moškega je bilo prebranih kot "der Mussteil", visokonemški[21] izraz za "vdovski delež".
- f70v-f73v: V astrološki seriji diagramov v astronomskem delu so imena desetih mesecev (od marca do decembra) napisana v latinici, pri čemer je mogoče sklepati na srednjeveške jezike Francije, severozahodne Italije ali Iberskega polotoka.[22]
- f116v: Štiri vrstice, napisane v precej popačeni latinici, razen dveh besed v neznani pisavi. Zdi se, da so besede v latinici popačene z značilnostmi neznanega jezika. Pisava spominja na evropske abecede s konca 14. in 15. stoletja, vendar se zdi, da besede nimajo smisla v nobenem jeziku.[23] Ni znano, ali so bili ti koščki latinice del prvotnega besedila ali so bili dodani pozneje.Stran 119; f66r, prikaz značilnosti besedila

#### Prepis
Za lažje kriptoanaliziranje so bile ustvarjene različne prečrkovalne abecede za izenačitev Vojničevih znakov z latinico, kot je razširljiva (prvotno: evropska) Vojničeva abeceda (EVA). Prvo večjo je ustvarila "prva študijska skupina" (First Study Group) pod vodstvom kriptografa Williama F. Friedmana v 40. letih 20. stoletja, ki je vsako vrstico rokopisa prepisala na IBM-ovo luknjano kartico, da je bila strojno berljiva.

#### Statistični vzorci
Besedilo je sestavljeno iz več kot 170 000 znakov, s presledki, ki delijo besedilo na približno 35 000 skupin različne dolžine, običajno imenovanih "besede" ali "besedni žetoni" (37 919); 8114 od teh besed se šteje za edinstvene "besedne vrste". Zdi se, da struktura teh besed sledi nekakšnim fonološkim ali pravopisnim zakonom; na primer, nekateri znaki se morajo pojaviti v vsaki besedi (kot npr. samoglasniki v slovenščini običajno), nekateri znaki nikoli ne sledijo drugim, nekateri so lahko podvojeni ali potrojeni, drugi pa ne. Tudi razporeditev črk v besedah je precej nenavadna: nekateri znaki se pojavljajo le na začetku besede, nekateri le na koncu (kot grški ς), nekateri pa vedno v sredini.

Številni raziskovalci so komentirali ta zelo pravilni ustroj besed. Profesor Gonzalo Rubio, strokovnjak za stare jezike na državni univerzi v Pensilvaniji, je izjavil:
Stvari, ki jih poznamo kot slovnične označevalce – stvari, ki se običajno pojavljajo na začetku ali koncu besed, npr. "s" ali "d" v našem jeziku (op.: v angleščini), in ki se uporabljajo za izražanje slovničnih značilnosti –, se v Vojničevem rokopisu nikoli ne pojavljajo na sredini "besed". Tega ne poznamo v nobenem indoevropskem, madžarskem ali finskem jeziku.
Stephan Vonfelt je preučeval statistične lastnosti porazdelitve črk in njihovih razmerij (lastnosti, ki jih lahko nejasno označimo kot ritmično resonanco, soglasniški ali samoglasniški stik) in ugotovil, da je v tem pogledu jezik Vojničevega rokopisa bolj podoben mandarinskemu kitajskemu pinjinskemu besedilu Zapisi velikega zgodovinarja kot besedilom del iz evropskih jezikov, čeprav so številčne razlike med jezikom Vojničevega rokopisa in mandarinskim kitajskim pinjinom videti večje kot razlike med mandarinskim kitajskim pinjinom in evropskimi jeziki.
Praktično nobena beseda nima manj kot dveh črk ali več kot desetih. Nekatere besede se pojavljajo le v določenih delih ali le na nekaj straneh, druge pa se pojavljajo v celotnem rokopisu. Med približno tisoč napisi ob ilustracijah je malo ponovitev. V nekaterih primerih se ista skupna beseda pojavi do trikrat zapored (glej Zipfov zakon). Tudi besede, ki se razlikujejo le za eno črko, se ponavljajo nenavadno pogosto, zaradi česar se pri dešifriranju z eno nadomestno abecedo dobi besedilo, ki spominja na blebetanje. Leta 1962 je kriptoanalitičarka Elizebeth Friedman takšne statistične analize opisala kot "obsojene na popolno frustracijo".

Leta 2014 je skupina, ki jo je vodil Diego Amancio z Univerze v São Paulu, objavila študijo, v kateri je s statističnimi metodami analizirala razmerja med besedami v besedilu. Namesto da bi poskušala najti pomen, je Amancieva ekipa iskala povezave in sklope besed. Amancio je trdil, da je z merjenjem pogostosti in prekinitev besed prepoznal ključne besede besedila ter izdelal tridimenzionalne modele strukture besedila in pogostosti besed. Ekipa je ugotovila, da so sistemi Vojnovičevega rokopisa v 90 % primerov podobni sistemom drugih znanih knjig, kar kaže na to, da je besedilo v dejanskem jeziku, in ne naključna žlubodravščina.
Uporaba sistema je bila ponazorjena z analizo Vojničevega rokopisa, s končno ugotovitvijo, da se razlikuje od naključnega zaporedja besed in je združljiv z naravnimi jeziki. Čeprav naš pristop ni namenjen dešifriranju Vojničevega rokopisa, je bil zmožen zagotoviti ključne besede, ki bi lahko pomagale dešifrantom v prihodnosti.
Jezikoslovca Claire Bowern in Luke Lindemann sta za Vojničev rokopis uporabila statistične metode in ga primerjala z drugimi jeziki in kodiranjem jezikov ter ugotovila tako podobnosti kot razlike v statističnih lastnostih. Zaporedja znakov v jezikih se merijo z metriko, imenovano h2 ali pogojna entropija drugega reda. Naravni jeziki imajo običajno h2 med 3 in 4, jezik Vojničevega rokopisa pa ima veliko bolj predvidljiva zaporedja znakov in h2 okoli 2. Na višjih ravneh organizacije pa ima rokopis podobne lastnosti kot naravni jeziki. Na podlagi tega Bowern zavrača teorije, da je rokopis navadna žlubodravščina. Verjetno gre za kodiran naravni jezik ali umeten jezik. Bowern tudi ugotavlja, da statistične lastnosti rokopisa niso skladne z uporabo zamenjalne šifre ali polialfabetične šifre.
Kot je navedeno v Bowernovem poročilu, je rokopis morda napisalo več pisarjev ali "rok", ki so morda uporabili dve metodi kodiranja vsaj enega naravnega jezika. Jezik A se pojavlja v herbarijskem in zdravilskem delu rokopisa. Jezik B se pojavlja v balneološkem delu, nekaterih delih medicinskih in herbarijskih poglavij ter astrološkem delu. Najpogostejše besedne zveze jezikov A in B se bistveno razlikujejo. Tematsko modeliranje rokopisa kaže, da se strani, ki so označene kot napisane s strani določenega pisarja, lahko nanašajo na drugo temo.
Če oblikoslovno domnevamo, da presledki v rokopisu označujejo prekinitve besed, obstajajo dosledni vzorci, ki kažejo na tridelno zgradbo besed: predpona, koren ali srednja predpona in končnica. Določeni znaki in kombinacije znakov se pogosteje pojavljajo v določenih poljih. Obstajajo manjše razlike med jezikoma A in B. Zdi se, da predvidljivost določenih črk v razmeroma majhnem številu kombinacij v določenih delih besed pojasnjuje nizko entropijo (h2) jezika Vojničevega rokopisa. Ker ni očitnih ločil, se zdi, da so nekatere različice iste besede značilne za tipografske položaje, kot je začetek odstavka, vrstice ali stavka.
Zdi se, da so pogostosti obeh različic besed v skladu z Zipfijevo porazdelitvijo, kar podpira zamisel, da ima besedilo jezikovni pomen. To vpliva na metode kodiranja, ki so bile najverjetneje uporabljene, saj nekatere oblike kodiranja posegajo v Zipfijevo porazdelitev. Meritve sorazmerne pogostosti desetih najpogostejših besed so podobne meritvam semitskih, iranskih in germanskih jezikov. Drugo merilo morfološke kompleksnosti, indeks MATTR (Moving-Average Type-Token Ratio), je podobno iranskim, germanskim in romanskim jezikom.

### Ilustracije
Ilustracije se običajno uporabljajo za razdelitev večine rokopisa na šest delov, saj besedila ni mogoče brati. Za vsak razdelek so značilne ilustracije z različnimi slogi in domnevno tematiko, razen za zadnji razdelek, v katerem so edine risbe majhne zvezdice na robu. V nadaljevanju so navedeni razdelki in njihova dogovorjena imena:
- Herbarijski, 112 listov: Na vsaki strani so rastlina ali dve in nekaj odstavkov besedila, kar je oblika, značilna za takratne evropske herbarije. Nekateri deli teh risb so večje in čistejše kopije skic, ki jih vidimo v "lekarniškem" razdelku. Nobena od prikazanih rastlin ni nedvoumno prepoznavna.[44][45]
- Astronomski, 21 listov: Vsebuje krožne diagrame, ki kažejo na astronomijo ali astrologijo, nekateri od njih s sonci, lunami in zvezdami. Ena serija 12 diagramov prikazuje običajne simbole za zodiakalna ozvezdja (dve ribi, bik, lovec s samostrelom za strelca itd.) Vsak od teh diagramov ima 30 ženskih figur, razporejenih v dveh ali več sosrednih pasovih. Večina žensk je vsaj delno golih in vsaka drži v rokah nekaj, kar se zdi označena zvezda, ali pa je prikazana z zvezdo, pritrjeno na obe roki z nekakšno vrvjo ali vrvico. Zadnji dve strani tega dela sta se izgubili (Vodnar in Kozorog, približno januar in februar), medtem ko sta Oven in Bik razdeljena na štiri parne diagrame s po 15 ženskami in 15 zvezdami. Nekateri od teh diagramov so na razgrnjenih straneh.[44][45]
- Balneološki, 20 listov: V gosto, neprekinjeno besedilo so vpletene risbe, ki večinoma prikazujejo majhne gole ženske, nekatere s krono, ki se kopajo v bazenih ali kadeh, povezanih z zapleteno mrežo cevi. Lista 78 (levo) in 81 (desno) tvorita polo s celostno zasnovo, pri kateri teče voda od enega lista do drugega.[46][45]
- Kozmološki, 13 listov: Več krožnih diagramov, vendar so nejasne narave. V tem razdelku so tudi zgibanke; ena od njih obsega šest strani in se običajno imenuje Rozete, vsebuje pa zemljevid ali diagram z devetimi "otoki" ali "rozetami", povezanimi s potmi, na katerih so gradovi in nekaj, kar bi bil lahko vulkan.[44][45][47]
- Lekarniški, 34 listov: Veliko označenih risb posameznih rastlinskih delov (korenin, listov itd.), predmetov, podobnih lekarniškim posodam, ki se razlikujejo od vsakdanjih do fantastičnih, in nekaj odstavkov besedila.[44][45]
- Recepti, 22 listov: Polne strani besedila, razdeljene na številne kratke odstavke, označene z zvezdico na levem robu.[44][45]

Pet listov vsebuje samo besedilo, najmanj 28 listov pa v rokopisu manjka.

### Namen
Splošni vtis, ki ga dajejo ohranjeni listi rokopisa, je, da naj bi služil kot farmakopeja ali obravnaval teme iz srednjeveške ali zgodnje novoveške medicine. Vendar so skrivnostne podrobnosti ilustracij spodbudile številne teorije o izvoru knjige, vsebini njenega besedila in namenu.
Prvi del knjige je skoraj zagotovo herbarijski, vendar so bili poskusi prepoznave rastlin – bodisi z dejanskimi primerki bodisi s stiliziranimi risbami sodobnih herbarijev – neuspešni. Le nekaj risb rastlin je mogoče prepoznati z zadostno gotovostjo, na primer divjo mačeho (tudi divja vijolica) in lasno praprot. Slike rastlin, ki se ujemajo s farmakološkimi skicami, se zdijo nj8hove čiste kopije, le da so bili manjkajoči deli dopolnjeni z neverjetnimi podrobnostmi. Pravzaprav se zdi, da je veliko rastlinskih risb v zeliščnem oddelku sestavljenih: korenine ene vrste so bile pritrjene na liste druge, s cvetovi tretje.
Astrološki vidiki so pogosto igrali pomembno vlogo pri nabiranju zelišč, puščanju krvi in drugih medicinskih postopkih, ki so bili običajni v najverjetnejših obdobjih nastanka rokopisa. Vendar pa razlaga ostaja le zgolj ugibanje, razen očitnih simbolov zodiaka in enega diagrama, ki morda prikazuje klasične planete.